# Spigelia aceifolia
Spigelia aceifolia är en tvåhjärtbladig växtart som beskrevs av R. E. Woodson. Spigelia aceifolia ingår i släktet Spigelia och familjen Loganiaceae. Inga underarter finns listade i Catalogue of Life.